# Зениця
Зе́ниця — місто в центральній частині Боснії і Герцеговини на річці Босна. Населення — 73 751 (2013).

## Освіта
- Університет Зениці

## Уродженці
- Сандра Багарич (* 1974) — хорватська оперна співачка і акторка.
- Фенан Салчинович (* 1987) — боснійський футболіст.

## Міста-побратими
- Гельзенкірхен
- Хунедоара
- Ускюдар
- Каршіяка
- Лулео
- Темиртау
- Фйоренцуола-д'Арда
- Залаегерсег
- Велес
- Яйце